# Коясу Такехіто
Такехіто Коясу (яп. 子安武人/十 文字 隼 人) — японський сейю. Народився 5 травня 1967-ґо року в місті Йокогама, Японія.  Озвучила  аніме (з 1987-ґо по 2014-й рік). Найвідоміший і найпродуктивніший сейю з усіх відомих. Озвучив більш ніж 200 аніме-робіт. Творець власної манґа, співак.

## Біографічні дані
Коясу Такехіто - найпомітніший в цьому поколінні працьовитих зірок. Його професійна діяльність включає в себе участь більш ніж в 200 аніме, озвучування персонажів відео-ігор і аудіо-драм, дубляж фільмів, самостійну кар'єру вокаліста - і в складі групи Weiss, а також створення і розробку сюжету і персонажів «Білого хреста».
Хто тепер згадає старе твердження про сумну долю сейю, які часто залишаються за кадром, в тіні своїх персонажів, і ніяк не відповідають мріям зачарованих дів? Крім феноменальної працездатності, представники нового покоління сейю відрізняються видатним умінням подати себе - і цілком здатні скласти конкуренцію аніме-персонажам підвищеної кавайності. Підтвердженням цьому є Такехіто Коясу.
Але в першу чергу Коясу Такехіто - талановитий актор, чи не з першого погляду закоханий у свою професію, коли підлітком він побачив у кінотеатрі фільм Рінтаро «Галактичний експрес 999». Такехіто вразили здібності сейю перетворювати намальованих персонажів у живих героїв, «двовимірне - в тривимірне», і він почав відвідувати акторські курси. Це був той самий момент «долі», про який так приємно писати в біографії людини, хоча, сидячи в залі для глядачів, Такехіто навряд чи замислювався про майбутнє.
У дитинстві він багато часу приділяв бейсболу, в який грали його батьки, був членом шкільної команди в «Дитячій Лізі» (Little League). Але після смерті батька багато що змінилося - і не тільки в матеріальному становищі сім'ї, а й у ставленні Такехіто до власного життя. Зразковий хлопчик і зразковий учень перетворився на замкнутого некерованого підлітка, який прогулював уроки і шлявся по місту в компанії таких же пофігістів, ходив у кіно та ігрові зали, бився і взагалі шукав проблем на свою голову. Кардинально змінив зовнішність. Через погані оцінок і низьку відвідуваність при переході із середньої школи він потрапив у «технічну» старшу (типу ПТУ).
Потім був «Галактичний експрес 999», і вже в 1984-му році Такехіто озвучував свого першого персонажа - Дафніса у фантастичному фільмі «Супермен Локе», а в 1987-му його наступною роллю був Франсуа, наречений Араміс у ТВ-серіалі «Три мушкетери» (де мушкетерами були дівчата). Перша велика роль була у нього вже в 22 роки - Гай в ТВ-серіалі «Небесні війни Сюрато». У тому ж 1989-му році він взяв участь у «Рамма1/2», а вже в 1992-му озвучував Такуто Ідзумі в яойній ОВА «Приречена любов 1989». Замкнутий і різкий спортсмен Такуто став одним із знакових героїв з голосом Коясу Такехіто.
Надалі сформувалося його акторське амплуа, і хоча спектр ролей Коясу Такехіто не обмежується бісененамі і привабливими лиходіями, його голос найкраще підходить для виразного втілення пристрасного, страждальноґо і таємничоґо героя з трагічною історією, сильними почуттями і рішучим характером. За останні 10 років в сьодзьо-аніме він озвучував багатьох схожих персонажів: Сейсіро Сакуразуку з «Токіо - Вавилон» і Саку Кіру з «Притулку ангела», Хотохорі з «Таємничої Ігри» та Тогу Кірю з «Юна революціонерка Утена», Уке з «Семи самураїв» і Аю з «Білого хреста».
Що стосується «Білого хреста», то це окрема історія, заплутана і захоплююча, цікавіше іншого аніме-серіалу. Як зізнається Такехіто, основна сюжетна лінія була придумана ним після перегляду фільмів «Кат» і «Кат 99» (Hangman, Hangman 99). А оскільки, крім японського, він знав тільки німецьку, назва була утворена від «іноземно» звучать weiss і kreuz. Визнавши що народився сюжет гідним уваги, Коясу Такехіто всерйоз зайнявся «просуванням» свого дітища. Слід зазначити, що окрім письменницьких здібностей і завзятості, до того моменту у Такехіто було достатньо ділових і дружніх зв'язків в аніме і поп-індустрії, що і дозволило не тільки реалізувати проект, і розширити його до меж «Всесвіту Weiss».
У 1996-му стартувала радіопередача «Weiss Kreuz», а вже в 1997-му вийшов перший альбом - аудіодрама Eternal Angel - 1 (всього було більше 15 CD- драм) і Gluhen, перший альбом нової групи Weiss. Крім Такехіто, як вокалісти до групи увійшли інші сейю - учасники радіо-п'єси: Мікі Син'ітіро, Юкі Хіро і Секи Томокадзу. На концертах кожен з них грав свого персонажа. Пісні група виконувала японською мовою з використанням англійських фраз, лише кілька пісень були англійською, а музику для них у більшості випадків писав Нісіока Кадзуо. Перший концерт групи відбувся в січні 1998-го року. Weiss провели серію концертів, випустили кілька альбомів і синглів, кліпів і концертних записів.
У 1997-му році в щомісячному журналі «Wings» видавництва «Сінсекан» починала публікуватися манга «An Assassin and White Shaman» («Вбивця і білий шаман»), художником якої стала Цутія Кеко. Всього вийшло два томи. У квітні 1998-ґо стартував перший сезон аніме. Наступного року вийшла OVA, в 2002-му - «Білий хрест II», а 30-ґо листопада 2003-ґо року відбувся останній концерт Weiss, присвячений другому сезону аніме-серіалу, після чого група розпалася.
Втім, її учасники зберегли дружні стосунки, тим більше, що їм часто доводиться працювати разом: в «Ініціали Ді», «Швидкісна Графер», «Мені подобається те, що мені подобається, ось так!» Та інших серіалах.
Крім жанрів «містика», «сьодзьо», «драма» і «яой», Коясу Такехіто прекрасно справляється з комедійними ролями: Москітон в «Пан Москітон», менеджер Сака в «тяжіння», Бобобо-бо Бо-бобо в однойменному ТВ-серіалі і Ре Коруянагі в «Японської свіжої випічці». Він брав участь в озвучуванні персонажів відео-ігор - в Phantom Kingdom, Tales of the Abyss, Battle Arena Toshinden, The King of Fighters і ряду інших. Також працював над дубляжем: говорив за Гая Пірса в «Машині часу» і за Ендрю Шу в серіалі «Район Мелроуз».
Він веде успішну кар'єру вокаліста: бере участь у концертах та збірниках, і випускає сольні альбоми та сингли. Крім того, він виконує теми в «Анжеліку» OVA-3, «Таємничої грі: Легенда Вічного Світла» OVA-3 і «Білому Хресті»
Іноді Коясу Такехіто працює під псевдонімом Juumonji Hayato (十 文字 隼 人).

## Автор манґи
- 1997 - Weiss Kreuz

## Озвучення в аніме
- 2014 - Sidonia no Kishi - Отіа,
- 2014 - Неймовірні пригоди Джоджо [ТВ-2] - Діо Брандо,
- 2014 - Kenzen Robo Daimidaler - Кадзуо Матаесі,
- 2014 - Кероро - Куруру,
- 2014 - Inari, Konkon, Koi Iroha. - Тосі,
- 2013 - Phi Brain: Kami no Puzzle (2013) - Дзін Маката,
- 2012 - Євангеліон 3.33: Ти (не) виправиш - Сігеру Аоба,
- 2012 - Initial D Fifth Stage - Ресуке Такахасі,
- 2012 - Aoi Sekai no Chuushin de - Зеліг,
- 2012 - Неймовірні пригоди Джоджо [ТВ-1] - Діо Брандо,
- 2012 - Гінтама [ТВ-3] - Сінсуке Такасугі,
- 2012 - Kyoukaisen-jou no Horizon II - Сіродзіро,
- 2012 - Sword Art Online - Нобуюкі Суго,
- 2012 - Natsu-iro Kiseki - Батько Рінко,
- 2012 - Brave 10 - Масамуне Дате,
- 2011 - Fate/Prototype - Санкрейд,
- 2011 - Eiyuu Densetsu: Sora no Kiseki The Animation - Олів'є,
- 2011 - Корона гріха [ТВ] - Сібунгі,
- 2011 - Kidou Senshi Gundam Age - Фредерік Алгереас [Asem Arc],
- 2011 - Kyoukaisen-jou no Horizon - Сіродзіро,
- 2011 - Phi Brain: Kami no Puzzle - Дзін Маката,
- 2011 - Бакуман. [ТВ-2] - Кодзі Йосіда,
- 2011 - Аліса в Країні Сердець: Чудовий Світ Чудес - Джуліус Монро,
- 2011 - Епоха смут (фільм) - Сасуке Сарутобі,
- 2011 - Dororon Enma-kun: Meeramera - Капаеру,
- 2011 - Гінтама [ТВ-2] - Сінсуке Такасугі,
- 2011 - Dog Days - Лоран,
- 2011 - Лицарі Зодіаку OVA - 5 - Вероніка,
- 2011 - Level E - Крафт,
- 2010 - Мейджор OVA-1 - Сігехару Хонда
- 2010 - Koi Sento - Молодший брат,
- 2010 - Принцеса- медуза-Ханаморі,
- 2010 - Під мостом над Аракава [ТВ-2] - «Сестра»,
- 2010 - Епоха смути [ТВ-2] - Сасуке Сарутобі,
- 2010 - Окультна Академія - JK,
- 2010 - Гінтама (фільм перший) - Сінсуке Такасугі,
- 2010 - Зрада знає моє ім'я - Такасіро Гио,
- 2010 - Під мостом над Аракава [ТВ-1] - «Сестра»,
- 2010 - Бейблейд [ТВ-5] - Дайдодзі,
- 2010 - Загадки Магічною Академії OVA - 2 - Серіос,
- 2009 - Космічний крейсер Ямато (фільм шостий) - Капітан Сігал,
- 2009 - Seito Kaichou ni Chuukoku - Акуцу,
- 2009 - Махороматик: З поверненням! - Те Рюга,
- 2009 - Воскресіння Будди - Тайє Сорано,
- 2009 - Гінтама (спешл#2) - Сінсуке Такасугі,
- 2009 - Princess Lover! - Вінсент,
- 2009 - Needless - Адам Блейд,
- 2009 - Євангеліон 2.22: Ти (не) пройдеш - Сігеру Аоба,
- 2009 - Бейблейд [ТВ-4] - Дайдодзи,
- 2009 - Квітуча юність - Куїнз,
- 2009 - Епоха смути [ТВ-1] - Сасуке Сарутобі,
- 2009 - Хромований Регіос - Каріан Росс,
- 2008 - Мейджор (фільм) - Сігехару Хонда,
- 2008 - Морська Наречена OVA - Шарк Фудзісіро,
- 2008 - Школа вбивць OVA - Жан,
- 2008 - Граф і Фейрі - кельпа,
- 2008 - Сказання Безодні - Джейд Кертіс,
- 2008 - Rosario + Vampire Capu2 - надзо Коморі,
- 2008 - Загадки Магічною Академії OVA - 1 - Серіос,
- 2008 - Пожирач Душ - Екскалібур,
- 2008 - Любовні неприємності [ТВ-1] - Джастін,
- 2008 - Сержант Кероро (фільм третій) - Куруру,
- 2008 - Школа вбивць [ТВ-2] - Жан,
- 2008 - Персона: Душа трійці - Ре Кандзато,
- 2008 - Rosario + Vampire - надзо Коморі,
- 2007 - Нейро Ногамі - детектив з Пекла - Нейро Ногамі,
- 2007 - Я ; Ти - Сюсуке Вакацукі,
- 2007 - Євангеліон 1.11: Ти (не) один - Сігеру Аоба,
- 2007 - Червоний сад OVA - Едгар,
- 2007 - Галас! - Люк Гандор,
- 2007 - Happy Happy Clover-Табі - Усагі,
- 2007 - Buzzer Beater (2007) - Гюма,
- 2007 - Досягти Терри [ТВ] - Кейт Анян,
- 2007 - Повість про Країну Кольорових Хмар (сезон другий) - Лін Сеня,
- 2007 - Koutetsu Sangokushi - Комей Секацуре,
- 2007 - Sakura Taisen: New York NY. - Юйті Каяма,
- 2007 - Морська Наречена [ТВ] - Шарк Фудзісіро,
- 2007 - Сержант Кероро (фільм другий) - Куруру,
- 2007 - Анжеліка [ТВ-2] - Олів'є,
- 2007 - Священний Жовтень - Аш,
- 2006 - Spider Riders: Yomigaeru Taiyou - Ігнус,
- 2006 - Богиня, благослови Мамору-куна! - Йоганн Дітер Рудигер,
- 2006 - Super Robot Taisen: OG Divine Wars - Сю Сіракава,
- 2006 - Червоний сад [ТВ] - Ерве,
- 2006 - Анжеліка [ТВ-1] - Олів'є,
- 2006 - Міцний поцілунок: Круті і солодкі - Субару Дате,
- 2006 - Демонбейн [ТВ] - Уайнфільд,
- 2006 - Mitsu x Mitsu Drops - Кукі Гендзі,
- 2006 - The Third: Aoi Hitomi no Shoujo - Дзеганкі,
- 2006 - Повість про Країну Кольорових Хмар (сезон перший) - Са Сакудзюн (Лін Сеня),
- 2006 - Ring ni Kakero 1: Nichibei Kessen Hen - Блек Шафт,
- 2006 - Хост - Клуб Оранської школи - Редзі Фудзіока (Ранка),
- 2006 - Spider Riders: Oracle no Yuusha-tachi - Ігнус,
- 2006 - Гінтама [ТВ-1] - Сінсуке Такасугі,
- 2006 - Soul Link - Нитта Кадзухіко,
- 2006 - Сержант Кероро (фільм перший) - Куруру,
- 2006 - Лицарі Зодіаку OVA-2 - Віверна Радаматіс,
- 2006 - Хеллсинг OVA - Люк Валентайн,
- 2006 - Рожевий Метелик, войовниця в негліже [ТВ] - Хібікі,
- 2006 - Моя любов 2-Сер Ісаак,
- 2006 - Мамору виходить з тіні! - Дзунку,
- 2006 - Проект Лимонний Ангел - Сіня Хімури,
- 2006 - Kagihime Monogatari Eikyuu Alice Rondo - Л. Такіон,
- 2005 - Вогні Строкатої Арени OVA-2 - Шут,
- 2005 - Papa to Kiss in the Dark - Такаюкі Уцуномія,
- 2005 - Nanami-chan 2nd Series - Юса Аоба,
- 2005 - Pataliro Saiyuki! - Банкоракан,
- 2005 - Десять хоробрих воїнів Санада [ТВ] - Сайдзі Кірігакуре,
- 2005 - Спідграфер - Кацуя Сірогане,
- 2005 - Loveless - Ріцу Мінамі,
- 2005 - Закон Уекі - Рихо,
- 2005 - Futari wa Precure Max Heart - Такасі Місумі,
- 2005 - Buzzer Beater - Гюма,
- 2005 - Мені подобається те, що мені подобається, ось так! - Еру,
- 2005 - Чарівний вчитель Негіма! [ТВ] - Thousand Master,
- 2004 - Мейджор [ТВ-1] - Сігехару Хонда,
- 2004 - Моя любов - Сер Ісаак,
- 2004 - Японська свіжа випічка - Ре Коруянагі,
- 2004 - Мобільний воїн Ганді: Доля покоління [ТВ] - Нео Лоррнок/Муу Ла Фрага,
- 2004 - Ring ni Kakero 1 - Блек Шафт,
- 2004 - Самурай Ган - Гота,
- 2004 - Nanami-chan - Юса Аоба,
- 2004 - Вогні Строкатої Арени OVA-1 - Шут,
- 2004 - Демонбейн OVA - Уайнфільд,
- 2004 - 7 самураїв - Уке/Аманус,
- 2004 - Самурай Чамплу - Уманосуке (еп. 24-26),
- 2004 - Initial D Fourth Stage - Ресуке Такахасі,
- 2004 - Яблучне зернятко (фільм перший) - Аїд,
- 2004 - Робот Геттер [ТВ-4] - Сеймей Абе,
- 2004 - Рагнарок - Кьюф,
- 2004 - Сержант Кероро [ТВ] - Куруру,
- 2004 - Анжеліка OVA-4 - Олів'є,
- 2004 - Futari wa Precure - Такасі Місумі,
- 2004 - Зона 88 [ТВ] - Сін Кадзама,
- 2004 - Misaki Chronicle Divergence Eve-Жан Люк Лебланк,
- 2003 - Бобобо-бо Бо-бобо - Бобобо-бо Бо-бобо,
- 2003 - Подвійна Спіка - Лайон-сан,
- 2003 - Гангрейв - Баллаберд Лі,
- 2003 - Мандрівники - Юрій,
- 2003 - Галактичні Залізниці [ТВ-1] - Брюс Джей. Спід,
- 2003 - Папуа [ТВ-2] - Гарем/Коморо,
- 2003 - Новий Кулак Північної Зірки - Кенсіро,
- 2003 - Ві Дюран - Харріс,
- 2003 - Divergence Eve - Жан Люк Лебланк,
- 2003 - Cinderella Boy - Ранма,
- 2003 - Рожевий Метелик, войовниця в негліже OVA - Хікару,
- 2003 - Gad Guard - Такенака,
- 2003 - Манускрипт ніндзя: нова глава [ТВ] - Дзясі,
- 2003 - Міфічний детектив Локі: Рагнарек - Фрей,
- 2003 - Вогні Строкатої Арени [ТВ] - Шут,
- 2003 - Повітряний майстер - Фукаміті,
- 2002 - Білий хрест II [ТВ] - Ая Фудзіма,
- 2002 - Shinsei Kiden Mars - Івакура,
- 2002 - Мобільний воїн Гандан: Покоління - Муу Ла Фрага,
- 2002 - Getbackers: Dakkanya - Дзюбей Каке,
- 2002 - Махороматик: Ще більше прекрасного! - Те Рюга
- 2002 - Hungry Heart: Wild Striker - Сейсуке Кано,
- 2002 - Overman King Gainer - Асухан Боне,
- 2002 - Dragon Drive - Роккаку,
- 2002 - Samurai Deeper Kyo - Хандзо Хатторі,
- 2002 - Nakoruru: Ano Hito Kara no Okurimono - Ямтаму,
- 2002 - Initial D Battle Stage - Ресуке Такахасі,
- 2002 - Wild 7 Another Bouryaku Unga - Люкс,
- 2002 - Хранителі врат OVA - Дайті Хасімото,
- 2002 - Дванадцять королівств - Кейко,
- 2002 - Тенті - зайвий! [ТВ-3] - Есе Масакі Дзюрай,
- 2002 - Анжеліка OVA-3 - Олів'є,
- 2001 - Таємнича гра OVA-3 - Хотохорі,
- 2001 - Хелсінг: війна з нечистю - Люк Валентайн,
- 2001 - Махороматик: Автоматична дівчина - Те Рюга
- 2001 - Остання Фантазія: Всемогутній-Піст,
- 2001 - Blue Remains - Маллоз,
- 2001 - Шаман Кинг - Фауст VIII,
- 2001 - Chance Triangle Session - Кайто Косака,
- 2001 - Легенда про Нової Білосніжку Прітіар-Танака,
- 2001 - Star Ocean Ex - Діас Флак,
- 2001 - Територія знедолених OVA - Лейтенант Радіум Лаванс,
- 2001 - Анжеліка OVA-2 - Олів'є,
- 2001 - Initial D Third Stage - Ресуке Такахасі,
- 2001 - Бейблейд [ТВ-1] - Волков,
- 2000 - Інуяся [ТВ-1] - Гатеммару,
- 2000 - Аргенто Сома - Дан Симмондс,
- 2000 - Гравітація [ТВ] - Сака,
- 2000 - Притулок ангела - Саку Кіра,
- 2000 - Зоряний Прапор [ТВ] - Барон Фебдаш,
- 2000 - Sakura Taisen TV - Юйті Каяма,
- 2000 - Хранителі врат [ТВ] - Бамба Тетаро,
- 2000 - Анжеліка OVA-1 - Олів'є,
- 1999 - Sakura Taisen 2 - Юйті Каяма,
- 1999 - Білий хрест OVA - Ая Фудзіма,
- 1999 - Ван-Піс [ТВ] - Аокідзі,
- 1999 - Initial D Second Stage - Ресуке Такахасі,
- 1999 - Ексель-Сага - Ільпалацціо,
- 1999 - Чарівник - воїн Орфен [ТВ-2] - Flamesoul,
- 1999 - Юна революціонерка Утена: Кінець Світу юності - Тога Кірю,
- 1999 - Гравітація OVA - Сака,
- 1999 - Клуб любителів магії [ТВ] - Аянодзе Абурацубо,
- 1999 - Нанако - Кедзі Огамі,
- 1999 - Senkaiden Houshin Engi - Імператор Ті,
- 1999 - Тенті - зайвий! (фільм третій) - Есе,
- 1999 - ГАНДАМ: Об'єднання [ТВ] - Джим Гінгенхам,
- 1999 - Захисники Космосу: Анджел Лінкс - Воррен,
- 1999 - Shin Hakkenden - Кай,
- 1999 - Беттермен - Беттермен Ламіа,
- 1999 - Bomberman B - Daman Bakugaiden V-Док- денді,
- 1999 - Сага про ХАРЛОК : Кільце Нібелунга - Фазольт,
- 1999 - Ангели Вугі OVA-3 - Доктор Клімт,
- 1999 - Герб Зірок [ТВ] - Барон Фебдаш,
- 1998 - Місяць палаючої ночі - Арімаса Цутімікадо,
- 1998 - Їдець 98 - Марко,
- 1998 - Воїни- маріонетки від Джей до Ікс - Міцуругі Ханагата
- 1998 - Чарівник-воїн Орфен [ТВ-1] - Flameheart,
- 1998 - Спригган - Жан Жак Мондо,
- 1998 - Мобільний ГАНДІ Дубль-ве: Нескінченний Вальс - Фільм - Зекс Маркіз,
- 1998 - Мистецтво тіні [ТВ ] - Кай Синк
- 1998 - Initial D First Stage - Ресуке Такахасі,
- 1998 - Білий хрест [ТВ] - Ая Фудзіма/Ран,
- 1998 - Princess Nine: Kisaragi Joshikou Yakyuubu - Хірокі Такасугі,
- 1998 - Bomberman B - Daman Bakugaiden - Момітебон,
- 1998 - Альтернативний світ Ель- Хазард - Даллі Нарцис,
- 1997 - Бродяга Кенсін - Фільм - Садасіро Кадзікі,
- 1997 - Макросс 7 Динаміт - Гамлін Кідзакі,
- 1997 - Знову воїни- маріонетки Джей - Міцуругі Ханагата,
- 1997 - Ангели Вугі OVA-1 - Доктор Клімт,
- 1997 - Master Mosquiton 99 - Москітон,
- 1997 - Ryuuki Denshou - Ренді,
- 1997 - Кінець Евангеліона - Сігеру Аоба,
- 1997 - Таємнича гра OVA-2 - Хотохорі,
- 1997 - Детективи академії Клампа - Ебіхара - сенсей,
- 1997 - Hermes: Ai wa Kaze no Gotoku - Гермес,
- 1997 - Юна революціонерка Утена [ТВ] - Тога Кірю,
- 1997 - Покемон [ТВ] - Косабуро (Бутч),
- 1997 - Hen - Сусіакі Карасава,
- 1997 - Євангеліон: Смерть і переродження - Сігеру Аоба,
- 1997 - Мобільний Гандам Дубль-ве: Нескінченний Вальс OVA - Зекс Маркіз,
- 1997 - Гештальт - Олівер,
- 1996 - Бронза: Приречена любов-2 - Такуто Ідзумі,
- 1996 - Master Mosquiton OVA - Алукард фон Москітон,
- 1996 - Таємнича гра OVA-1 - Хотохорі,
- 1996 - Воїни-маріонетки Джей - Міцуругі Ханагата,
- 1996 - Shin Hurricane Polymer - Пульсар,
- 1996 - Haou Daikei Ryuu Knight: Adeu Legend Final - Дюма,
- 1996 - Клуб любителів магії OVA - Аянодзе Абурацубо,
- 1996 - B'tX - Миру,
- 1996 - Хоробра команда Дагвон [ТВ] - Кай Хіросе,
- 1996 - Fire Emblem: Monshou no Nazo - Наваль,
- 1996 - Бродяга Кенсін [ТВ] - Дзімпу,
- 1995 - Макросс 7 На біс - Гамлін Кідзакі,
- 1995 - Haou Daikei Ryuu Knight : Adeu Legend II - Дюма,
- 1995 - Макросс 7 (фільм) - Гамлін Кідзакі,
- 1995 - Євангеліон [ТВ] - Сігеру Аоба.
- 1995 - Twin Signal: Family Game - Пульс,
- 1995 - Level C - Мінору Сінохара,
- 1995 - Рубаки [ТВ-1] - Резо,
- 1995 - Мобільний ГАНДІ Дубль-ве [ТВ] - Зекс Маркіз,
- 1995 - Таємнича гра [ТВ] - Хотохорі,
- 1995 - Ai Tenshi Densetsu Wedding Peach - Сандра,
- 1995 - DNA2: Dokoka de Nakushita Aitsu no Aitsu OVA - Рюдзи Сугасіта,
- 1994 - Фехтувальник з Мінерви - Се,
- 1994 - Макросс 7 [ТВ] - Гамлін Кідзакі,
- 1994 - DNA2: Dokoka de Nakushita Aitsu no Aitsu - Рюдзи Сугасіта,
- 1994 - Тенті - зайвий! Ре-о-ки 2 - Есе,
- 1994 - Samurai Spirits: Haten Gouma no Shou - Там-там,
- 1994 - Haou Daikei Ryu Knight OVA - Ікудзусу,
- 1994 - Рибка в пастці - Мідзукі Таноура,
- 1994 - Bakuen Campus Guardress - Тенка,
- 1994 - Легенда про принцесу Білосніжку - Річард,
- 1994 - Мобільний воїн Джи-Гандам - Доктор Белліман,
- 1994 - Крутий вчитель Онікудза: Ранні роки - Дзюн Акуцу,
- 1993 - Бойова поп- група Колібрі - Пітер,
- 1993 - Ryuuseiki Gakusaver - Джордж Хосоі,
- 1993 - Мобільний воїн Ганді Вікторія - Райор Сабато,
- 1992 - Легенда про героїв Галактики: Золоті крила (фільм другий) - Зігфрід Кірхайс,
- 1992 - Токіо - Вавилон - Сейсіро Сакурадзука,
- 1992 - Yuu Yuu Hakusho - Кідо,
- 1992 - Ленточка Хіме - Сей Арисака,
- 1992 - Тенті - зайвий! Ре-о-ки - Есе,
- 1992 - Комета в Долині Мумі-тролів - Снусмумрик,
- 1992 - Приречена любов 1989 - Такуто Ідзумі,
- 1992 - Космічний лицар Теккамен Блейд [ТВ] - Сіня Айба/Теккамен ШВЛ,
- 1992 - Легенда про Хороброму Так-Гарне - Севен Чейнджер,
- 1991 - Ichigatsu ni wa Christmas - дзюнсі Фудзіока,
- 1991 - Ранма 1/2 (фільм перший) - Дайкокусей,
- 1991 - Щасливе сімейство Мумі-тролів 2 - Снусмумрик,
- 1991 - Мобільний воїн Гандам Еф-91 - Дуайт Камурі,
- 1991 - Ningyo Hime Marina no Bouken - Принц Джастін,
- 1990 - Aries: Shinwa no Seizakyuu - Мінос,
- 1990 - Дев'ятнадцять - Нагі,
- 1990 - Щасливе сімейство Мумі -тролів - Нюхмумрик
- 1990 - Коти-Самураї - Неккі,
- 1989 - Ранма 1/2 [ТВ] - Дайсуке,
- 1989 - Madou King Grandzort - Чорний Самурай
- 1989 - Tenkuu Senki Shurato - Яся-О Гай,
- 1989 - Три мушкетери - Фільм - Франсуа,
- 1987 - Три мушкетери [ТВ] - Франсуа.

## Автор оригіналу для анімаційного фільму
- 2002 - Білий хрест II [ТВ]
- 1999 - Білий хрест OVA
- 1998 - Білий хрест [ТВ]

## Змішані ролі
- 2004 - Сержант Кероро [ТВ] - вокал [Ke , Ke , Keroro no Daisakusen! (еп. 245-256 )]
- 2004 - Сержант Кероро [ТВ] - вокал [Kero! To March Shoutai Ver. (еп. 257-307 )]
- 2004 - Сержант Кероро [ТВ] - вокал [Keroro Shoutai Kounin ! Netsuretsu Kengei - teki Ekaki Uta ! ! ( еп. 40-51 )]
- 2004 - Сержант Кероро [ТВ] - вокал [Mendoku Sei March (еп. 308-)]
- 2004 - Сержант Кероро [ТВ] - вокал [Nante Suteki na Doyoubi (еп. 206-231)]
- 2004 - Сержант Кероро [ТВ] - вокал [Omatase Pekopon Icchou (еп. 206-218)]
- 2002 - Білий хрест II [ТВ] - вокал [Gluhen]
- 2002 - Білий хрест II [ТВ] - вокал [Stone Roses (еп. 1-12)]
- 2002 - Білий хрест II [ТВ] - вокал [Tomorrow (еп. 13)]
- 2001 - Таємнича гра OVA - 3 - вокал [Yes~Koko ni Eien ga Aru]
- 1999 - Білий хрест OVA - вокал [Mellow Candle]
- 1999 - Білий хрест OVA - вокал [No Reason]
- 1998 - Білий хрест [ТВ] - вокал [Beautiful Alone (еп. 1-15)]
- 1998 - Білий хрест [ТВ] - вокал [It`s too Late (еп. 16-25)]
- 1998 - Білий хрест [ТВ] - вокал [Piece of Heaven (еп. 16-25 )]
- 1998 - Білий хрест [ТВ] - вокал [Velvet Underworld (еп. 1-15 )]
- 1996 - Master Mosquiton OVA - вокал [Muteki no Love]

## Ігри
- «Angelique Etoile ~Rainbow~» DISC 2 (2006)